# Rokytnice nad Jizerou
Rokytnice nad Jizerou (în germană Rochlitz an der Iser) este o comună și un oraș din districtul Semily din regiunea Liberec a Republicii Cehe. Are o populație de aproximativ 2.500 de locuitori.

## Diviziuni administrative
Comuna Rokytnice nad Jizerou este formată din șapte diviziuni administrative (în paranteze populația conform recensământului din 2021):
- Dolní Rokytnice (874)
- Horní Rokytnice (1454)
- Františkov (58)
- Hleďsebe (0)
- Hranice (11)
- Rokytno (73)
- Studenov (12)

## Etimologie
Localitatea Rokytnice nad Jizerou a fost numită după pârâul Huťský potok, care a fost denumit anterior Rokytnice.
Numele Rokytnice se referă la vechiul cuvânt ceh rokyta (cu sensul de „salcie”, un copac des întâlnit în zonă).

## Geografie

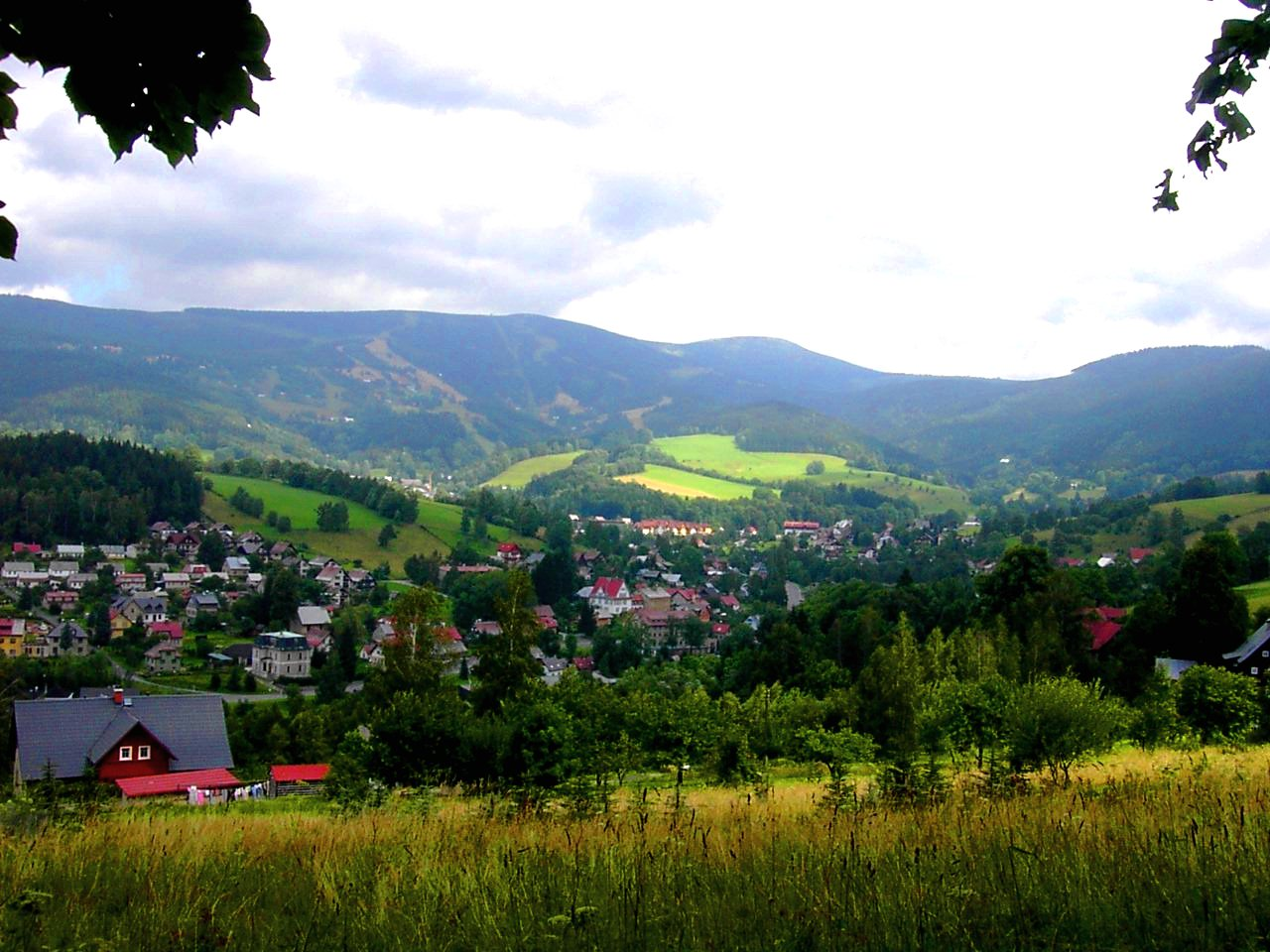
Rokytnice nad Jizerou și muntele Lysá hora

Orașul Rokytnice nad Jizerou se găsește la aproximativ 27 kilometri (17 mi) est de Liberec. Acesta este o stațiune montană în partea de vest a Munților Uriași (Munții Karkonosze). Teritoriul comunal se învecinează cu Polonia. Orașul se află în văile alungite ale pârâului Huťský potok, într-o zonă aflată între masivele muntoase Stráž aflat la 782 metri (2.566 ft) deasupra nivelului mării și Lysá hora aflat la 1.344 metri (4.409 ft) și malul stâng al râului Jizera. 
Cel mai înalt vârf din teritoriul comunal este Sokolník cu 1.384 metri (4.541 ft), care se află la granița cu Polonia. Râul Mumlava traversează partea de nord a teritoriului comunei.

## Istorie
Rokytnice nad Jizerou a fost fondat în 1574. Primii locuitori s-au ocupat de exploatarea forestieră și extragerea metalelor (cupru, plumb și argint). Mineritul a încetat să mai aducă profit la începutul secolului al XX-lea și nu s-a mai practicat. O altă activitate economică importantă a fost cel de fabricarea a sticlei.

## Transporturi
Prin oraș trece drumul I/14 de la Liberec la Trutnov.
Rokytnice nad Jizerou este punctul de plecare al liniei de cale ferată către Martinice v Krkonoších⁠(d).

## Sport
Iarna, cele două stațiuni de schi din Rokytnice, aflate în Studenov și Muntele Lysá hora sunt printre cele mai cunoscute stațiuni de schi din Cehia. Aici sunt 10 lifturi și 17 km (11 mi) de pârtii de schi, inclusiv una dintre cele mai lungi pârtii din Cehia cu o lungime de 2.920 m (9.580 ft).

## Obiective turistice

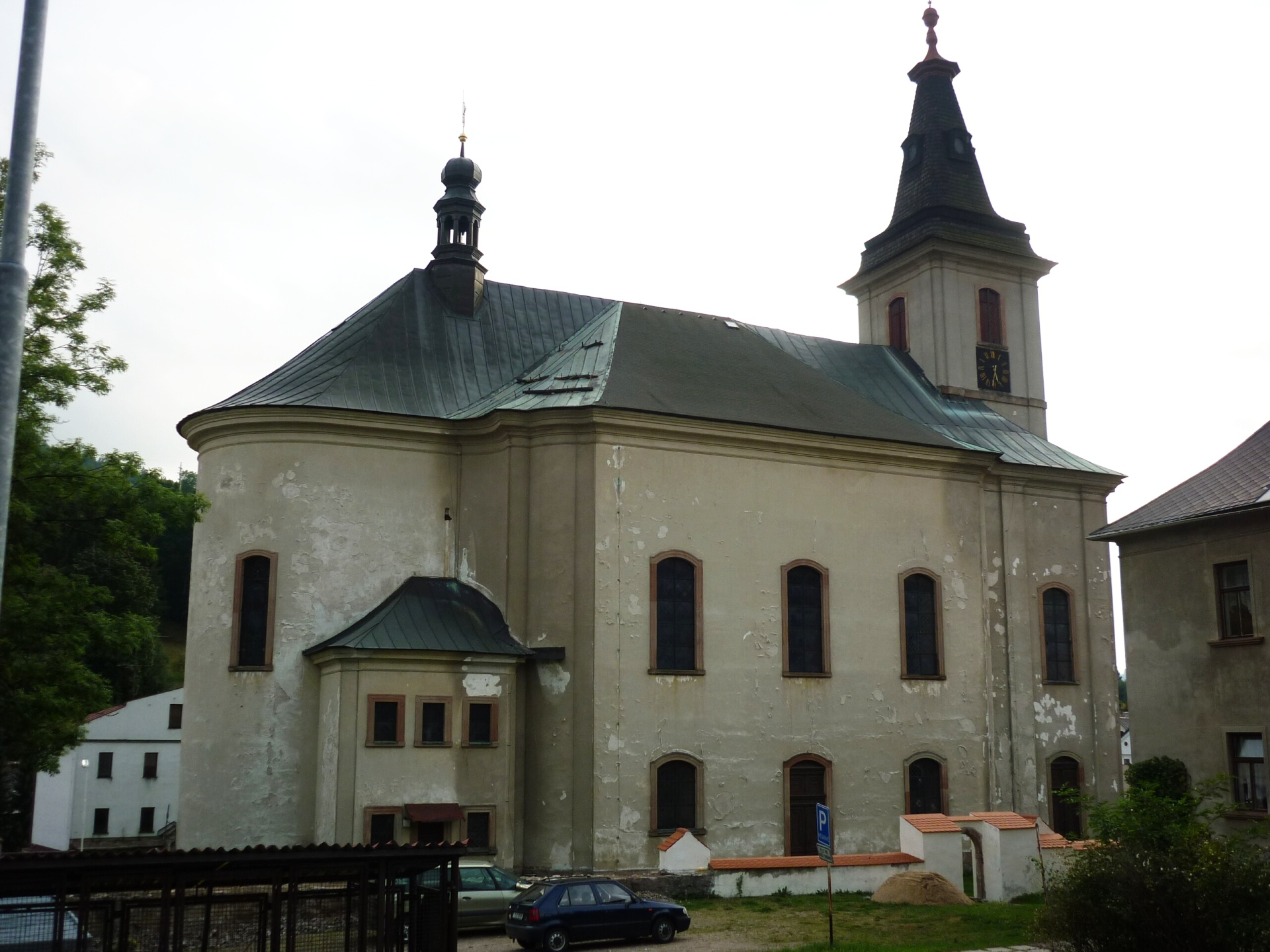
Biserica Sfântul Arhanghel Mihail

Principalul obiectiv turistic al orașului este Biserica Sfântul Arhanghel Mihail, care este situată în Dolní Rokytnice. A fost construită în stil baroc în 1752–1759.
O altă clădire notabilă este primăria, construită în anii 1902–1903. Aceasta reprezintă arhitectura modernă timpurie și are elemente Art Nouveau la interior.

## Persoane notabile
- Karel Maydl⁠(d) (1853–1903), chirurg austriac
- Franz Fühmann⁠(d) (1922–1984), scriitor german
- Milan Jarý⁠(d) (n. 1952), schior de fond
- Leona Neumannová⁠(d) (n. 1987), jucătoare de volei